# Crepuscolo degli dei (saggio)
Crepuscolo degli dei è un saggio storico di Enzo Biagi in forma di inchiesta giornalistica. Raccoglie la descrizione di una serie di incontri ed interviste fatte in Germania, quindici anni dopo la fine della seconda guerra mondiale. Edito in una prima versione nel 1961, successivamente ripubblicato in una terza edizione accresciuta nel 1965.

## Contenuto
Nel libro vengono raccontate le storie di alcune persone che hanno avuto un ruolo come protagonisti e testimoni durante il periodo dell'ascesa del nazismo, della guerra, e della successiva ricostruzione, inframezzate da descrizioni della Germania e della sua società, che dopo quindici anni dalla sconfitta sembra essersi rialzata, raggiungendo il benessere economico, rimanendo però divisa in due, sia geograficamente che dal punto di vista generazionale. In questo paese i genitori «...hanno voluto dimenticare tutto... certo hanno paura che i loro figliuoli li giudichino, e raccontano ai loro ragazzi che la vita, su questa terra, è cominciata soltanto nel maggio del 1945».
In ogni capitolo dei brevi racconti introducono le interviste, con cui Biagi cerca di entrare principalmente nella dimensione umana dell'intervistato, e allo stesso tempo tracciare un quadro generale di come sia stato possibile il succedersi degli avvenimenti. Il giornalista nel suo viaggio incontra personalità politiche e militari di primissimo piano, come Karl Dönitz, Albert Kesselring, Luigi Ferdinando di Prussia, Theodor Heuss, e della cultura, come Zarah Leander, Ernst Wiechert, Hans Zehrer, Albrecht Goes, Heinrich Gerlach. Quando i protagonisti non sono disponibili perché scomparsi o in prigione, Biagi si rivolge ai familiari, per capire che uomini siano stati Rommel, Paulus, Von Schirach, Ribbentrop, Himmler, Hess. Vengono anche raccontate le storie di chi si oppose e venne spazzato via: i componenti della Rosa Bianca, e gli ebrei, attraverso la storia di una donna che sopravvisse alla deportazione, perdendo tutto. E di altri ancora, come l'avvocato Robert Kempner, che partecipò al processo di Hitler ai tempi del primo tentativo fallito di presa del potere, e fece lo stesso dopo la fine della guerra nei processi contro i criminali nazisti. 
Il libro, dopo alcune riflessioni sulle due Germanie divise, si chiude con un "riepilogo a sei voci", in cui i figli di sei famosi gerarchi nazisti raccontano i loro ricordi, e analizzano passato, presente e futuro del loro paese. Una frase del figlio di Hans Frank ha il compito di concludere il libro: "Devo dire che un uomo ragionevole può soltanto pensare: 'Sono lieto che quel passato sia passato'. E dobbiamo vigilare perché ai nostri giorni non si ripeta nulla di simile".

## Edizioni
- Enzo Biagi, Crepuscolo degli dei. Un viaggio nella coscienza della Germania, nel vuoto d'ideali di un popolo in preda al miracolo economico. Dai protagonisti del dramma di ieri - Rommel, Paulus, Dönitz - ai personaggi dell'incertezza di oggi  - Adenauer, Strauss, Brandt, Collana Diapason, Milano, Rizzoli, 1961.
- Crepuscolo degli dei. Parlano i sopravvissuti del Terzo Reich, Collana BUR, Milano, Rizzoli, 20 marzo 1975.